# 奧倫加山
40°23′15″N 0°4′15″W / 40.38750°N 0.07083°W

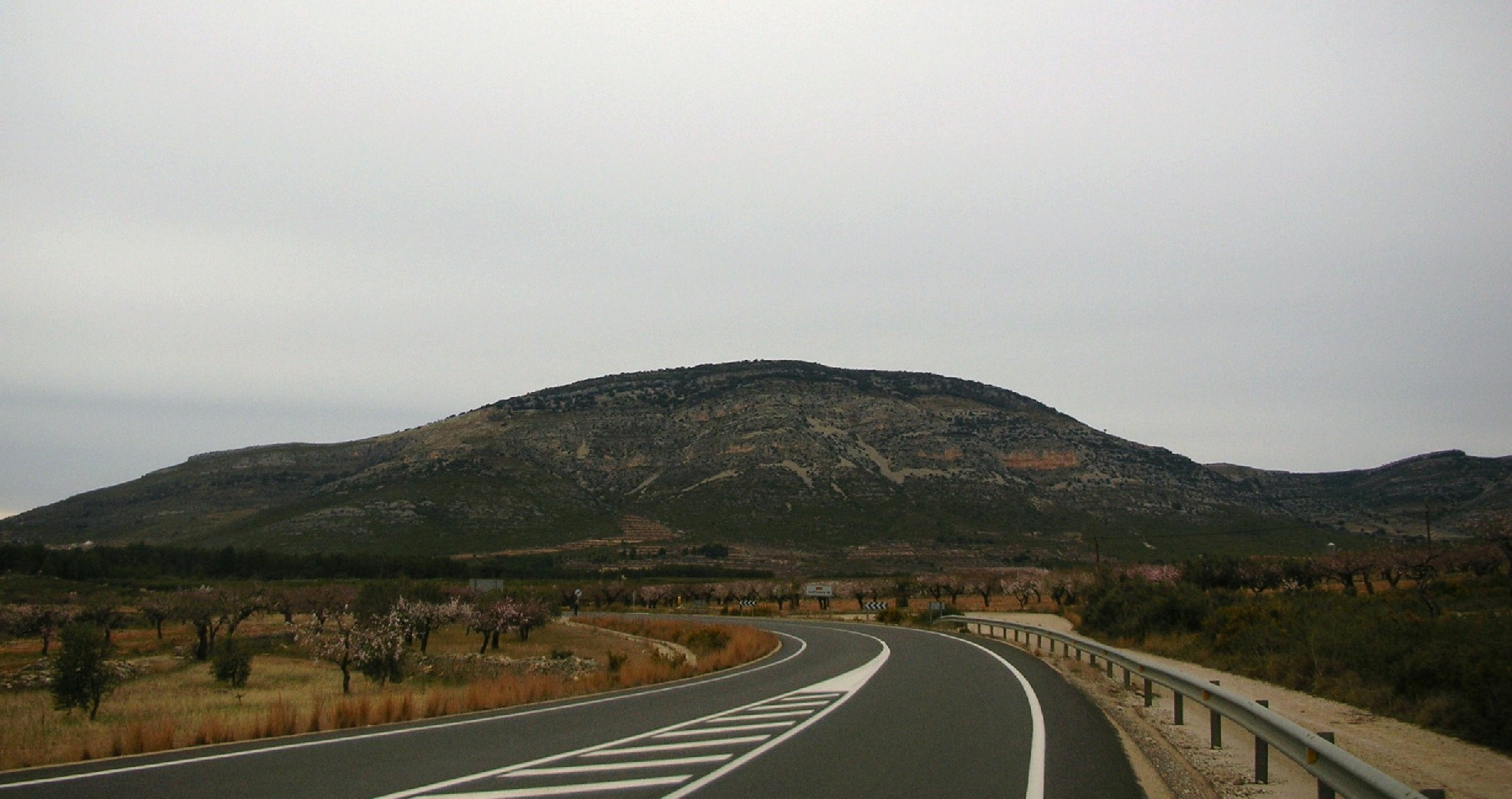

奧倫加山（Tossal d'Orenga），是西班牙的山峰，位於該國東部華倫西亞自治區，處於阿雷斯德爾邁斯特雷，屬於華倫西亞自治區中恩塞勒山脈的一部分，海拔高度1,144米。